# Dieter Kaegi

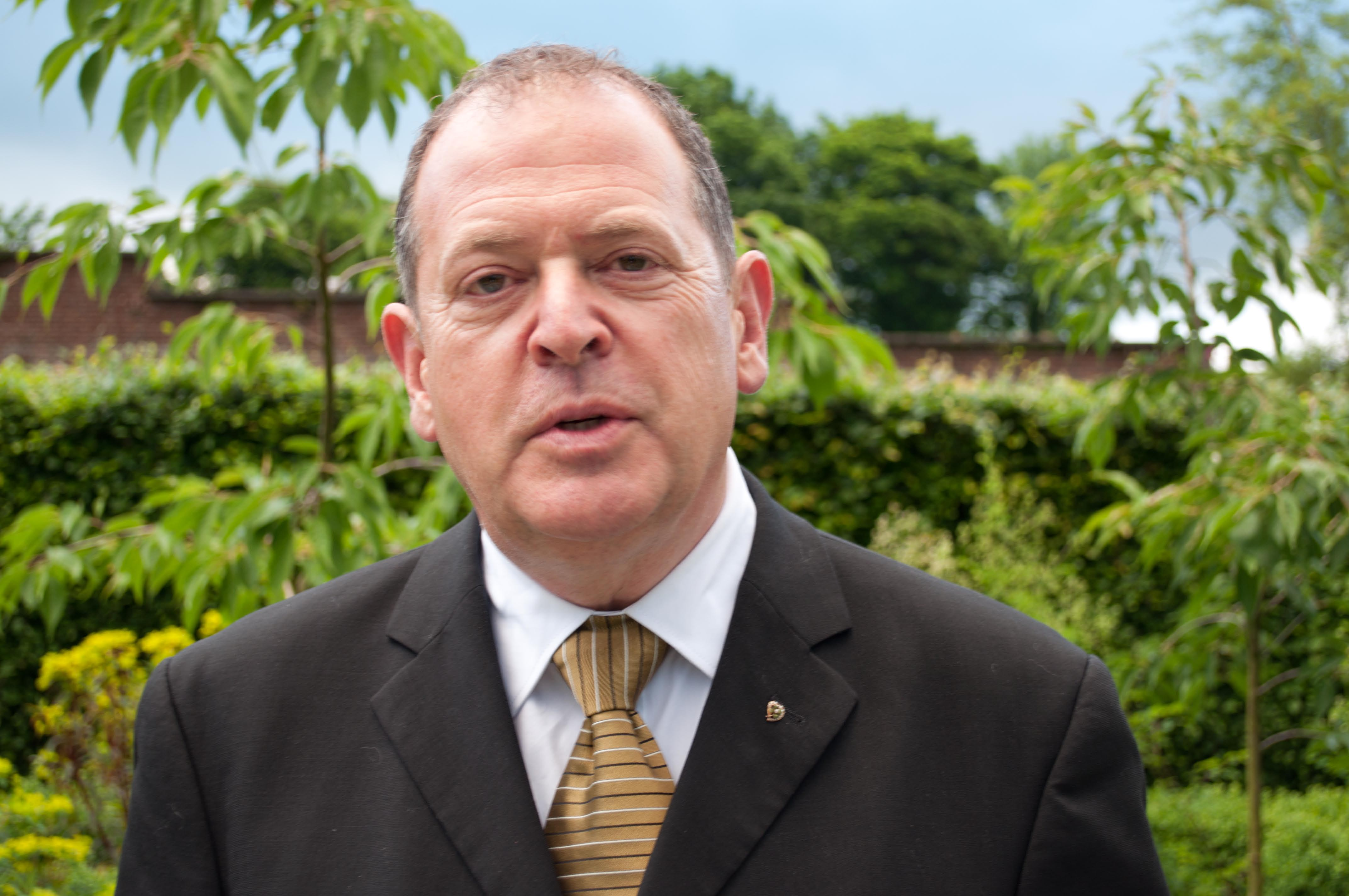
Dieter Kaegi (2012)

Dieter Kaegi (* 1957 in Zürich) ist ein Schweizer Opernregisseur.

## Biografie
Kaegi wurde 1957 in Zürich geboren, wo er seine Grund- und Sekundarschulbildung abschloss. In den 1970er Jahren studierte er Musikwissenschaft und Germanistik in Zürich und Paris. Seit den 1990er  Jahren inszenierte Kaegi weltweit insgesamt über 100 Opernaufführungen.
1980 wurde Dieter Kaegi Regieassistent im Opernhaus Zürich unter Claus Helmut Drese, der damals seit 1975 Leiter des Opernhauses war. 1982 wurde er Assistent des französischen Opernregisseurs Jean-Pierre Ponnelle. Während seiner Zeit bei Ponnelle arbeitete er an Opernproduktionen für Bühne und Film. Zu den Fernsehproduktionen gehörten L’italiana in Algeri (1986), zwei Folgen aus „Live from the Metropolitan Opera“ Idomeneo (1983) und Le nozze di Figaro (1985), Cardillac (1985) und Tristan und Isolde (1983).
Ab 1986 wechselte Kaegi als Assistent an die Deutsche Oper am Rhein, bevor er 1989 als Produktionsleiter und persönlicher Assistent des Generaldirektors John Mordler an die Opéra de Monte-Carlo wechselte. Von 1990 bis 1998 war er als Regisseur von Produktionen des Festival d'Art Lyrique d'Aix-en-Provence tätig.
1998 wurde er zum künstlerischen Leiter der Opera Ireland in Dublin ernannt. 2010 war er Mitbegründer des Lismore Music Festival, dessen Namen 2018 zu Blackwater Valley Opera Festival geändert wurde. Kaegi ist weiterhin der künstlerische Leiter des Blackwater Valley Opera Festivals.
2012 übernahm Dieter Kaegi die Rolle des Opernintendanten des Theater Orchesters Biel Solothurn (TOBS) in der Schweiz.
Zum 1. April 2020 übernahm er von Stephan Märki das Präsidium des  Schweizerischen Bühnenverbandes.

## Ehrungen
Im Jahr 2008 wurde Kaegi von der italienischen Regierung für seine Verdienste in Kunst und Oper mit dem Cavalière-Orden ausgezeichnet.